# Гипнодерматология
Гипнодерматология — неофициальное название для применения гипноза в лечении болезней кожи, которые подпадают под категорию между традиционной медицинской дерматологией и дисциплинами психического здоровья.
Использование гипноза для облегчения некоторых кожных заболеваний основано на наблюдениях за тем, что тяжесть течения болезни может быть связана с эмоциональными проблемами.
Кроме того, гипнотерапия использовалась для улучшения состояния при таких заболевания как псориаз, экзема, ихтиоз, некоторых видов бородавок и очаговой алопеции
Филип Шенфельт, дерматолог-исследователь из медицинского университета южной Флориды, выявил два десятка состояний кожи, которые, с разным уровнем доказательности, дали реакцию в ответ на лечение гипнозом. К ним относятся положительные результаты в контролируемых исследованиях по обыкновенным бородавкам, псориазе и атопическому дерматитуВ обзоре 2005 года, опубликованном в «Mayo Clinic Proceedings», говорится, что «обзор использования гипноза в дерматологии подтверждает его ценность для многих кожных заболеваний, которые не считаются находящимися под сознательным контролем». Наиболее изучено влияние гипноза при псориазе и бородавках. Гипнотерапия может оказывать положительное влияние на течение кожных заболеваний как у взрослых, так и у детей.
Гипнотерапия может способствовать уменьшению зуда и дискомфорта, вызванных наличием бородавок и даже, возможно, уменьшить повреждения.